# Ålands befästningar
Ålands befästningar är de militära försvarsinstallationer som historiskt uppförts på ögruppen Åland.

## Drakar
Från äldsta tider finns ännu lämningar av vikingaborgar, kallade "drakar", huvudsakligen byggda vid stränderna av på huvudön inskjutande havsvikar. Det förnämsta minnesmärket från forna dagar utgör den vid Slottsundet belägna ruinen av Kastelholms slott, sannolikt byggt mellan 1371 och 1388 av Bo Jonsson Grip och förstört genom brand både 1745 och 1772. Norra flygeln finns dock fortfarande kvar. Av Bomarsunds fästning (byggd vid Bomarsund  1832–53) kvarstår efter fästningsverkens sprängning i augusti 1854 endast några delar av södra tornets och kärnfästningens murverk.

## Ryssbygge
Efter Första världskrigets utbrott började ryssarna i strid mot Pariskonventionen av 30 mars 1856 ("Ålands-servitutet") att bygga befästningar på Ålandsöarna med - vilket man inte medgav förrän i augusti 1916 - ändamålet att skapa en marinbas i Östersjön för att kunna försvara sig mot tyska flottan. 
Dessa befästningar utgjordes huvudsakligen av 10 stycken permanenta kustbatterier bestyckade med långskjutande (kaliber 120-215 mm) kanoner, tillsammans 35 styck, jämte ett fåtal kastpjäser och luftvärnskanoner. Batterierna var öppna, till större delen nedsprängda i klippan med sprängda eller betongförstärkta skyddsrum, vanligen bepansrade eldledningsvärn, strålkastare m. m. samt kaserner för besättningen. 
Batterierna var anlagda dels på västra och sydvästra kusterna av Fasta Åland (vid Sålis, Frebbenby, Mellantorp och Kungsö), dels på de närmast omgivande öarna Boxö och Saggö ön (tidigare känd som Hamnö/Hamnskatan), vid inloppen till Boxö- och Saggöfjärdar, på Korsö, vid inloppet till Mariehamn, på Lemlands sydligaste udde - vid Herrö - och Storklobb vid inloppet till Föglöfjärden, där segelleden till Åbo går fram), dels på Kökars huvudholme. Anläggningarna omfattade även 2 större flygbaser (på Eckerö och vid Granboda i Föglö). Förutom dessa permanenta anläggningarna var fältbefästningar för tillsammans omkring 26 kompanier - med hinderlinjer (taggtråd) av en sammanlagd längd av inte mindre än 24 000 meter - anlagda på Fasta Åland, huvudsakligen på sydvästkusten samt i passen mellan de från nordväst och sydöst inskjutande havsvikarna.

## Freden i Brest-Litovsk
I samband med freden i Brest-Litovsk den 3 mars 1918 träffades en överenskommelse mellan Tyskland och Finland, att Ålandsbefästningarna skulle demoleras. Denna fråga blev föremål för överläggningar mellan tyska, svenska och finska regeringarna i juni 1918, som resulterade i tillsättandet (i aug. s. å.) av en kommission av tyska, svenska och finska ämbetsmän och militärer, under ordförandeskap av förre svenske utrikesministern, landshövding E. Trolle, med uppdrag att bestämma, vilka demoleringsarbeten, som skulle utföras. För att övervaka och kontrollera dessa arbeten tillsattes på våren 1919 en militär kontrollkommission, bestående av tyske viceamiralen P. Behncke, svenske generallöjtnanten H. Jungstedt och finske generalmajoren Th. Schauman med stabspersonal.

## Demoleringen inleds
Man började arbetet med att demolera samtliga batterier och befästningar den 1 april 1919 och efter lite drygt sex månader, den 11 oktober, hade man med hjälp av sprängning förstört samtliga batterier, med tillhörande vägar och lastbryggor med mera och även jämnat fältbefästningarna med marken. Bakom den svenska insatsen stod ett detachement om ett kompani av Göta livgarde, en ingenjörpluton och en avdelning av kustartilleriet under befäl av överstelöjtnant H. Wikner.